# José Manuel Ballester
José Manuel Ballester (Madrid, 1960) es un pintor y fotógrafo español, Premio Nacional de Fotografía en 2010, concedido por el Ministerio de Cultura de España.

## Biografía
Licenciado en Bellas Artes en 1984 por la Universidad Complutense de Madrid, su carrera artística se inició en la pintura con especial interés por la técnica de las escuelas italiana y flamenca de los siglos xv y xviii. A partir de 1990, se centró en la fotografía arquitectónica.
De entre sus numerosas exposiciones destacan Lugares de paso (Valencia, 2003), Setting out (Nueva York, 2003), Habitación 523  (Museo Nacional Centro de Arte Reina Sofía, 2005) o Bosques de Luz (Kursaal, 2015). De manera colectiva ha expuesto en numerosas ocasiones en ARCO, Instituto de Arte de Chicago - Art Chicago, Art Forum Berlín de Alemania y Paris Photo, entre otras exhibiciones. En los años 1999, 2000 y 2002 recibió el Premio Nacional de Grabado y sus obras forman parte de los fondos del Museo Reina Sofía, Museo Marugame Hirai de Arte Contemporáneo español (Japón) y Centro-Museo Vasco de Arte Contemporáneo - ARTIUM (Vitoria), entre otros.
El Premio Nacional de Fotografía le fue concedido por el Ministerio de Cultura de España en 2010, considerándole el jurado merecedor del galardón «por su trayectoria personal, procedente de las artes plásticas y cristalizada con rigor en el campo de la fotografía, por su singular interpretación del espacio arquitectónico y la luz, y por su aportación destacada a la renovación de las técnicas fotográficas».